# Piazza Croce dei Vespri

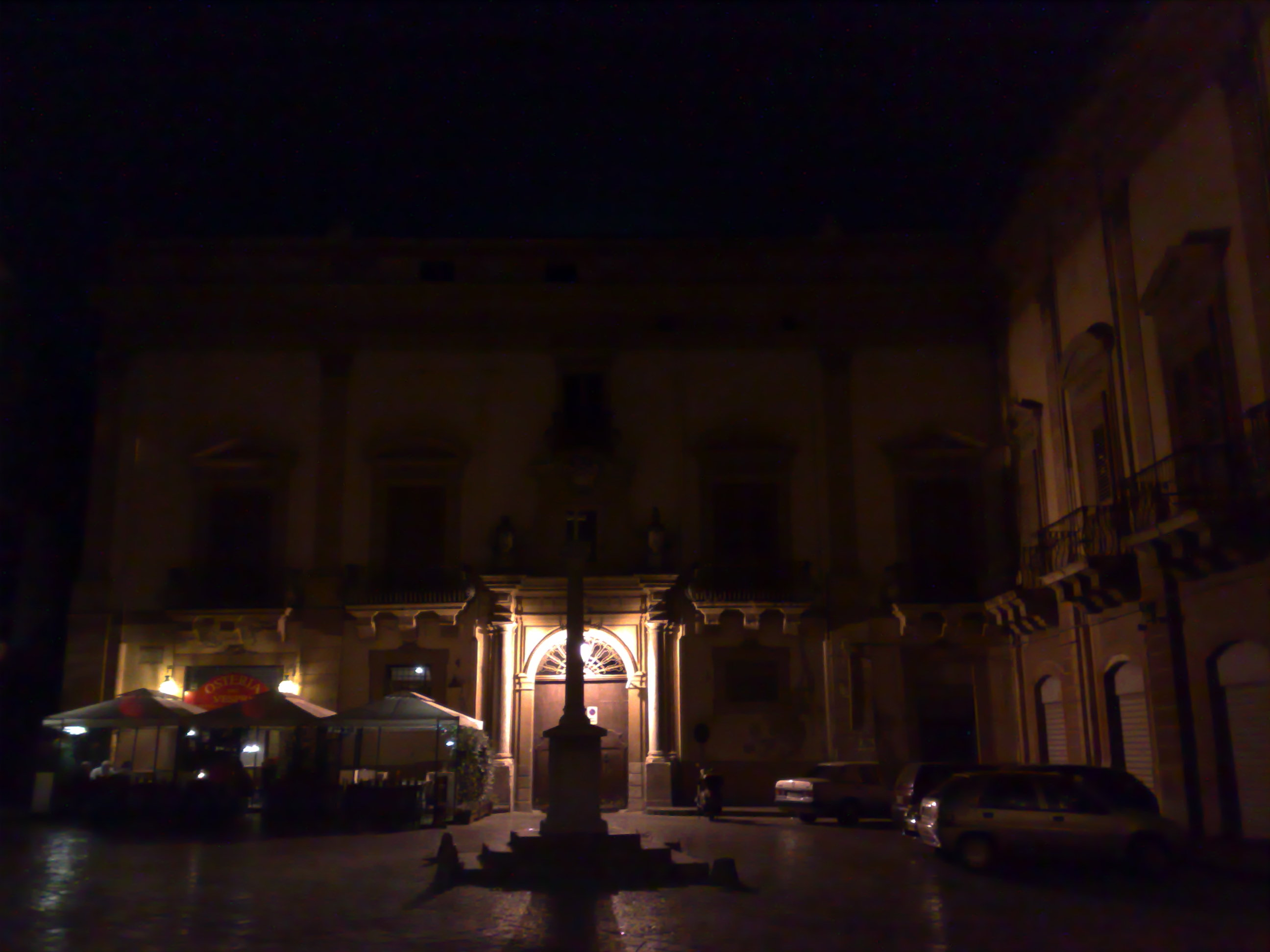
Piazza Croce dei Vespri bei Nacht

Die  Piazza Croce dei Vespri ist ein Platz in Palermo. Er liegt in dem historischen Stadtviertel Kalsa.
Der Name des Platzes leitet sich von einem Massaker ab, das während der Sizilianischen Vesper auf diesem Platz stattgefunden hat. Eine 1737 errichtete Gedenksäule, die ein Kreuz trägt, erinnert an die ermordeten Franzosen, heute steht jedoch nur noch eine Kopie dieser Säule auf dem Platz.
An dem Platz liegen der barocke Palazzo Gangi-Valguarnera und die Galleria d’Arte Moderna.
Koordinaten: 38° 6′ 54″ N, 13° 21′ 57″ O